# Doctor Arroyo
Doctor Arroyo är en ort i Mexiko.   Den ligger i kommunen Doctor Arroyo och delstaten Nuevo León, i den centrala delen av landet, 500 km norr om huvudstaden Mexico City. Doctor Arroyo ligger 1 716 meter över havet och antalet invånare är 8 435.
Terrängen runt Doctor Arroyo är varierad. Doctor Arroyo ligger nere i en dal. Runt Doctor Arroyo är det mycket glesbefolkat, med 5 invånare per kvadratkilometer. Doctor Arroyo är det största samhället i trakten. Trakten runt Doctor Arroyo består till största delen av jordbruksmark.